# Talaridris mandibularis
Talaridris mandibularis är en myrart som beskrevs av Weber 1941. Talaridris mandibularis ingår i släktet Talaridris och familjen myror. Inga underarter finns listade i Catalogue of Life.

## Bildgalleri

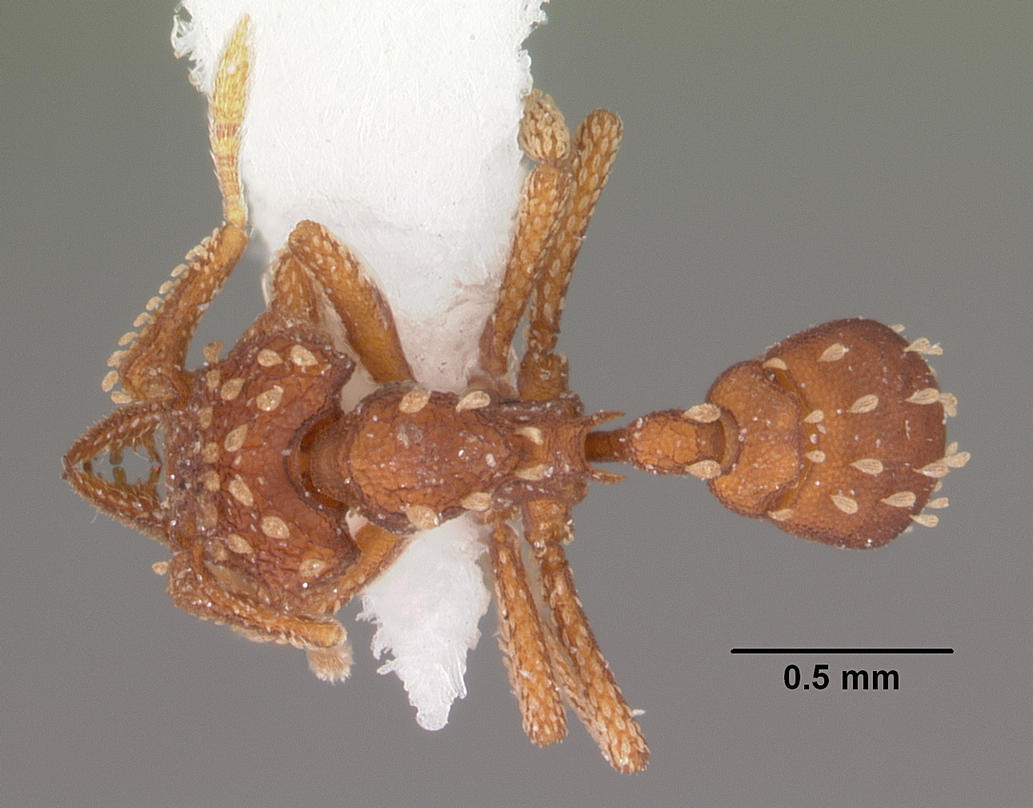
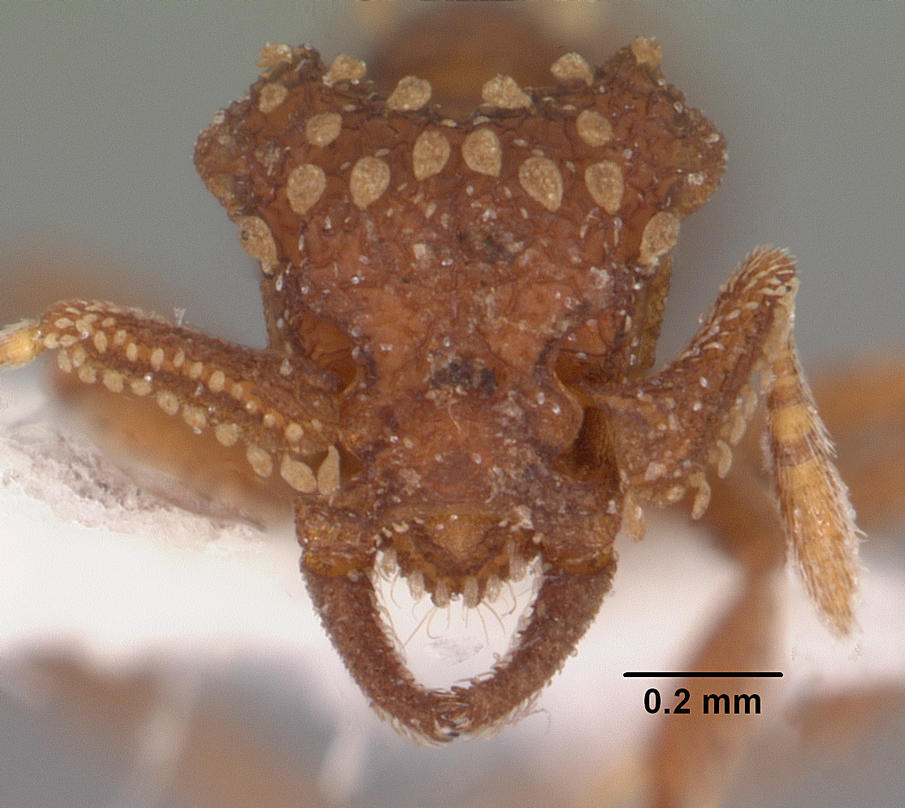
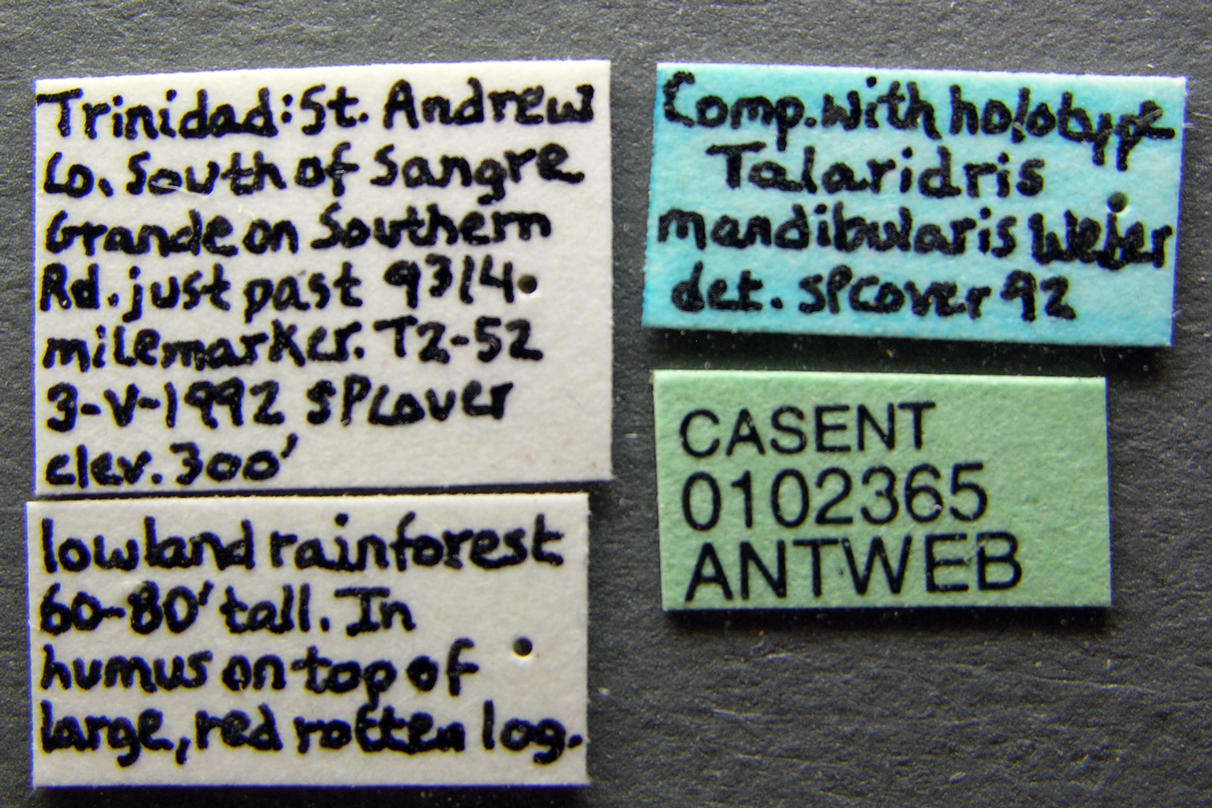
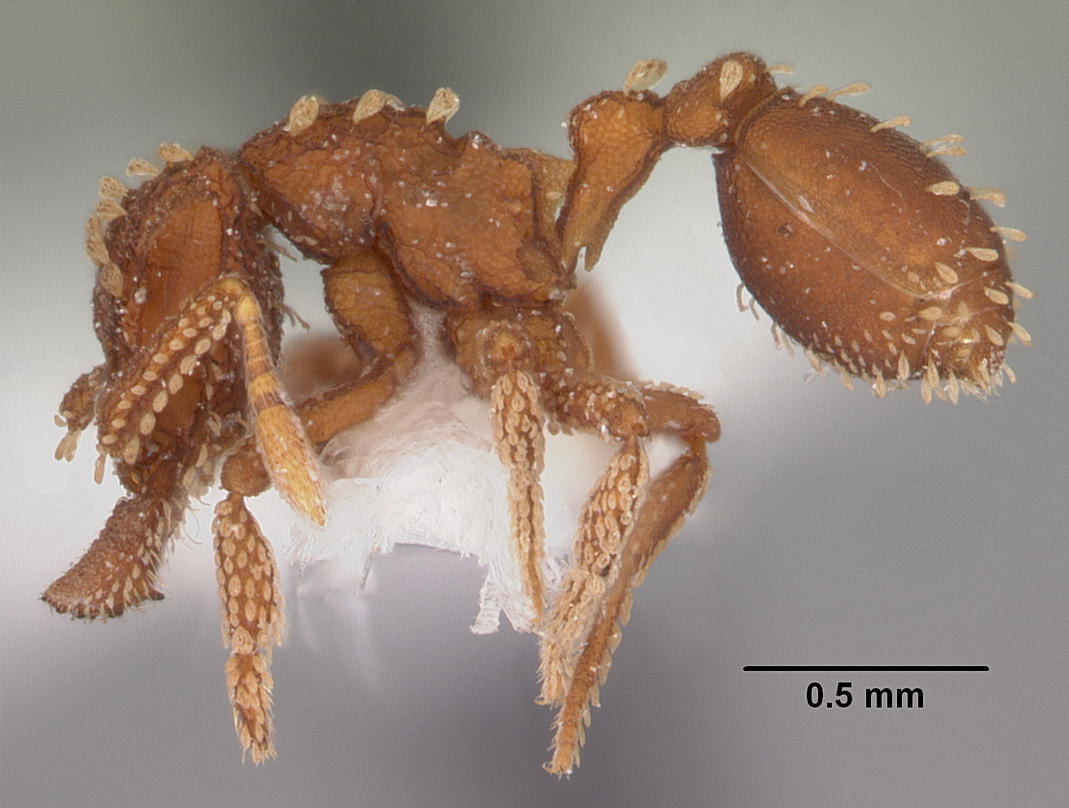
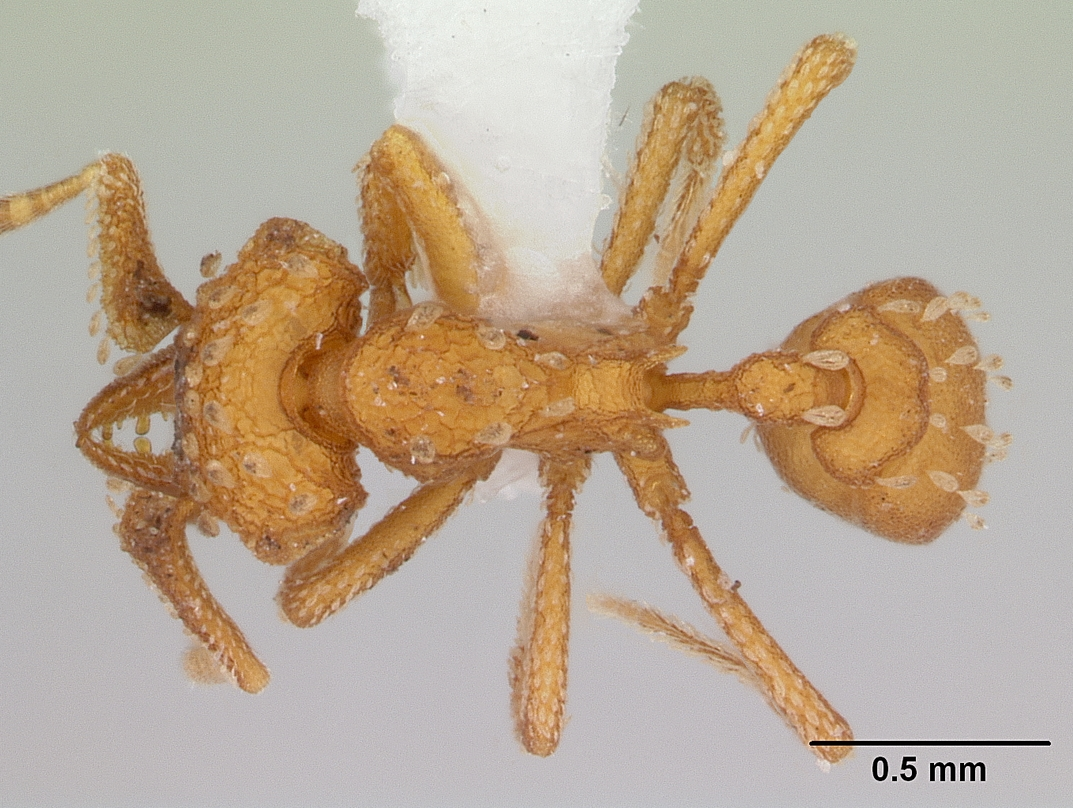
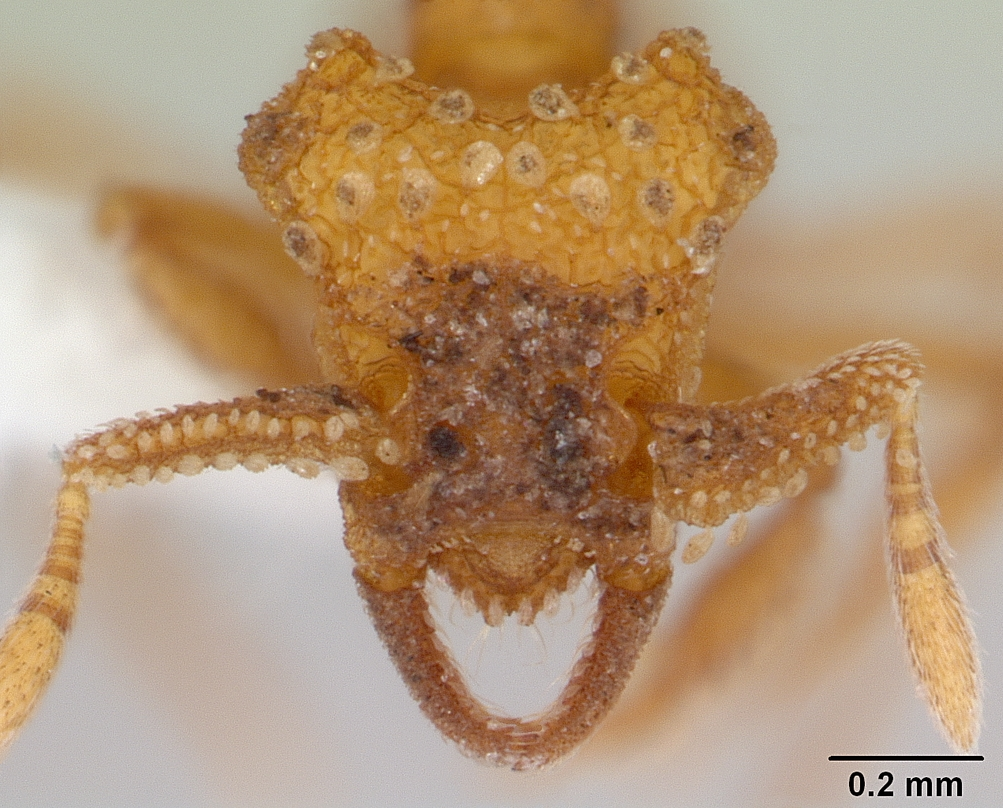